# Xiphocolaptes albicollis
El trepatroncos gorgiblanco (Xiphocolaptes albicollis), también denominado trepador garganta blanca (en Argentina y Paraguay), trepador grande de pico negro (en Argentina) o trepatronco de garganta blanca, es una especie de ave paseriforme de la familia Furnariidae, subfamilia Dendrocolaptinae, perteneciente al género Xiphocolaptes. Es nativa del centro oriental de América del Sur.

## Distribución y hábitat
Se distribuye por el sureste y sur de Brasil, el este de Paraguay y el extremo nororiental de Argentina.
Esta especie es considerada poco común en sus hábitats naturales: las selvas húmedas montanas de la Mata Atlántica, los crecimientos secundarios maduros y sus bordes, principalmente por debajo de los 1500 metros de altitud.

## Sistemática

### Descripción original
La especie X. albicollis fue descrita por primera vez por el naturalista francés Louis Pierre Vieillot en 1818 bajo el nombre científico Dendrocopus albicollis; su localidad tipo es: «Río de Janeiro, Brasil».

### Etimología
El nombre genérico masculino «Xiphocolaptes» se compone de las palabras del griego «ξιφος xiphos»: espada, y «κολαπτης kolaptēs»:  picoteador», en referencia al género Colaptes;  y el nombre de la especie «albicollis», se compone de las palabras del latín «albus»: blanco  y «collis»: de garganta; significando «de garganta blanca».

### Taxonomía
Se presume que sea pariente próxima a Xiphocolaptes promeropirhynchus. Algunos autores consideran a la subespecie villanovae como una subespecie de X. falcirostris; por otro lado, a veces se considera que la subespecie X. falcirostris franciscanus hace parte de la presente. Especímenes de la parte sur de la zona de la nominal, con plumaje más oliváceo y menos crema, y menos rufo en la rabadilla, algunas veces es tratada como la subespecie X. albicollis argentinus Ridgway, 1890.

### Subespecies
Según las clasificaciones del Congreso Ornitológico Internacional (IOC) y Clements Checklist/eBird v.2019 se reconocen tres subespecies, con su correspondiente distribución geográfica:
- Xiphocolaptes albicollis villanovae Lima, 1920 – conocida apenas en las vecindades de la localidad tipo en el noreste de Brasil (noreste de Bahía).
- Xiphocolaptes albicollis bahiae Cory, 1919 – este de Brasil (este y centro de Bahía).
- Xiphocolaptes albicollis albicollis (Vieillot, 1818) – sureste y sur de Brasil (del sur de Bahía, sur de Goiás y Minas Gerais hacia el sur hasta Rio Grande do Sul), este de Paraguay y noreste de Argentina (Misiones, noreste de Corrientes).